# Leeuwentand
Leeuwentand (Leontodon) is een geslacht dat behoort tot de composietenfamilie (Compositae oftewel Asteraceae). Het geslacht komt van nature voor in Eurazië en Noord-Afrika en heeft zich van daaruit verder verspreid.
De planten vormen een bladrozet, bevatten melksap en de stengels zijn onbebladerd of alleen geschubd. De bloemen zijn meestal geel en hebben alleen lintbloempjes. De bloemhoofdjesbodem heeft geen stroschubben en de haren van de pappus zitten in een veervormig patroon. De pappus van de randstandige bloemen is schubvormig.
In Nederland komen voor:
- Kleine leeuwentand (Leontodon saxatilis)
- Ruige leeuwentand (Leontodon hispidus)

## Soorten
- Leontodon albanicus (F.K.Mey.) F.Conti
- Leontodon anomalus Ball
- Leontodon apulus (Fiori) Brullo
- Leontodon asperrimus (Willd.) Endl.
- Leontodon balansae Boiss.
- Leontodon berinii (Bartl.) Roth
- Leontodon biscutellifolius DC.
- Leontodon boryi Boiss. ex DC.
- Leontodon bourgaeanus Willk.
- Leontodon caroliaedoi Talavera & M.Talavera
- Leontodon caucasicus (M.Bieb.) Fisch.
- Leontodon crispus Vill.
- Leontodon djurdjurae Coss. & Durieu ex Batt. & Trab.
- Leontodon dubius (Hoppe) Poir.
- Leontodon eriopodus Emb. & Maire
- Leontodon farinosus Merino & Pau
- Leontodon filii (Hochst. ex Seub.) Paiva & Ormonde
- Leontodon graecus Boiss. & Heldr.
- Leontodon hellenicus Phitos
- Leontodon hirtus L.
- Leontodon hispidus L. - Ruige leeuwentand
- Leontodon hochstetteri M.Moura & Silva
- Leontodon hyoseroides Welw. ex Rchb.
- Leontodon incanus (L.) Schrank
- Leontodon intermedius Huter, Porta & Rigo
- Leontodon kotschyi Boiss.
- Leontodon kulczynskii Popov
- Leontodon libanoticus Boiss.
- Leontodon maroccanus (Pers.) Ball
- Leontodon oxylepis Boiss. & Heldr.
- Leontodon pitardii Maire
- Leontodon rigens (Aiton) Paiva & Ormonde
- Leontodon rosanoi (Ten.) DC.
- Leontodon rothii Ball
- Leontodon saxatilis Lam. - Kleine leeuwentand
- Leontodon siculus (Guss.) Nyman
- Leontodon stenocalathius Rech.f.
- Leontodon tenuiflorus (Gaudin) Rchb.
- Leontodon tingitanus (Boiss. & Reut.) Ball
- Leontodon tuberosus L.

## Hybriden
- Leontodon × carreiroi (Gand.) M.Moura & L.Silva
- Leontodon × friasi M.Moura & Silva
- Leontodon × grassiorum Zidorn
- Leontodon × vegetus Finch & P.D.Sell